# 川田喜久治
川田 喜久治（かわだ きくじ、1933年1月1日 - ）は、日本の写真家。茨城県土浦市出身。立教大学経済学部卒業。

## 来歴
1933年 1月1日、現在の茨城県土浦市で冷凍事業会社を経営する家庭に生まれる。姉1人、兄1人の3人兄弟。
茨城県立土浦第一高等学校に入学。後に東京・池袋にある立教高等学校に編入。毎朝、「マタイ受難曲」など賛美歌を歌う学生生活を送った。高校卒業時に伊豆長岡温泉で遊び、芸者をモデルに撮影した作品を土門拳・木村伊兵衛が審査員を務める『カメラ』に応募する（特選を獲得）。立教大学経済学部経済学科に入学し、写真部に在籍。写真部の共同制作として「池袋」のドキュメントを撮影。
1955年 - 卒業後、新潮社に入社。翌年、2月19日号創刊『週刊新潮』のグラビアなどの撮影を担当。
第1回『10人の眼』展（写真評論家・福島辰夫による企画）に参加。日本写真家協会会員となる。
1959年 - 2月、新潮社を退社し、フリーとなる。初の個展「海」を開催、第五福竜丸を取材した作品を展示する。
同年7月、細江英公、東松照明、佐藤明、丹野章、奈良原一高とともにセルフ・エイジェンシーであるカメラマン団体、VIVOを結成（1961年まで）。
1960年 - 『カメラ毎日』2月号に、「三島由紀夫の館」を発表。
1965年 - 写真集『地図』を刊行する。序文を大江健三郎、ブックデザインを杉浦康平が担当する。
1971年 - 写真集『聖なる世界』を刊行する。澁澤龍彦によるエッセイ「バロック抄」を収録。
1973年 - 『カメラ毎日』6月号にダイアン・アーバスについてのエッセイを発表。
1987年 - 9月、沖縄県読谷村で、20世紀日本最後の金環食を撮影した。
1988年 - 小笠原諸島の父島で、20世紀日本最後の皆既日食を洋上から撮影。
1996年 - 「ラスト・コスモロジー」で第46回日本写真協会賞の年度賞、第12回東川賞の国内作家賞を受賞。
2004年 - 芸術選奨文部科学大臣賞受賞。

## 主な写真集
- 『地図』美術出版社、1965年
- 『聖なる世界』写真評論社、1971年

## 主要な展覧会
- 「川田喜久治　世界劇場」（2003年3月、東京都写真美術館）
- 川田喜久治作品展「遠い場所の記憶：メモワール1951-1966」（フォト・ギャラリー・インターナショナル(P.G.I.)、2008年11月17日(月)～2009年1月30日(金)）

## 関連文献
- 『川田喜久治　日本の写真家33』 岩波書店、1998年